# Eisenbahnstraße (Leipzig)
Die Eisenbahnstraße ist eine Hauptverkehrsstraße in Leipzig, die durch vier östliche Ortsteile der Stadt führt. Ihren Namen verdankt sie einer ehemaligen Eisenbahntrasse, die im 19. Jahrhundert angelegt wurde. Zwischenzeitlich hieß sie in DDR-Zeiten Ernst-Thälmann-Straße.

## Lage und Verlauf
Die Eisenbahnstraße beginnt am Friedrich-List-Platz in Nähe des Hauptbahnhofs und führt circa 2,2 km in gerader Linie gen Osten bis zum Haltepunkt Leipzig-Sellerhausen der Bahnstrecke Leipzig–Dresden. Dabei durchquert sie vollständig die Ortsteile Neustadt-Neuschönefeld und Volkmarsdorf. Vor dem Damm der früheren Bahnstrecke Leipzig Hbf–Leipzig-Connewitz, auf dem derzeit der Parkbogen Ost errichtet wird, knicken die Vorfahrt und die Straßenbahngleise Richtung Süden auf die Annenstraße ab. Die Eisenbahnstraße setzt sich geradeaus durch einen Tunnel im Damm und noch circa 250 m in den Ortsteil Sellerhausen-Stünz fort.
Circa 100 m nach Beginn der Eisenbahnstraße auf Höhe Jonasstraße überquert sie die unterirdisch verlegte Östliche Rietzschke. Am Otto-Runki-Platz wurde am 11. August 2025 das neu gebaute Sportbad am Rabet eröffnet. Zwischen den Querstraßen Neustädter Straße und Konradstraße grenzt die Eisenbahnstraße an den Stadtteilpark Rabet und die Grundschule Schule am Rabet.
Entlang der Eisenbahnstraße befinden sich die Straßenbahnhaltestellen Einertstraße, Hermann-Liebmann-/Eisenbahnstraße, Torgauer Platz und Geißlerstraße, Bülowviertel.

Ansichten
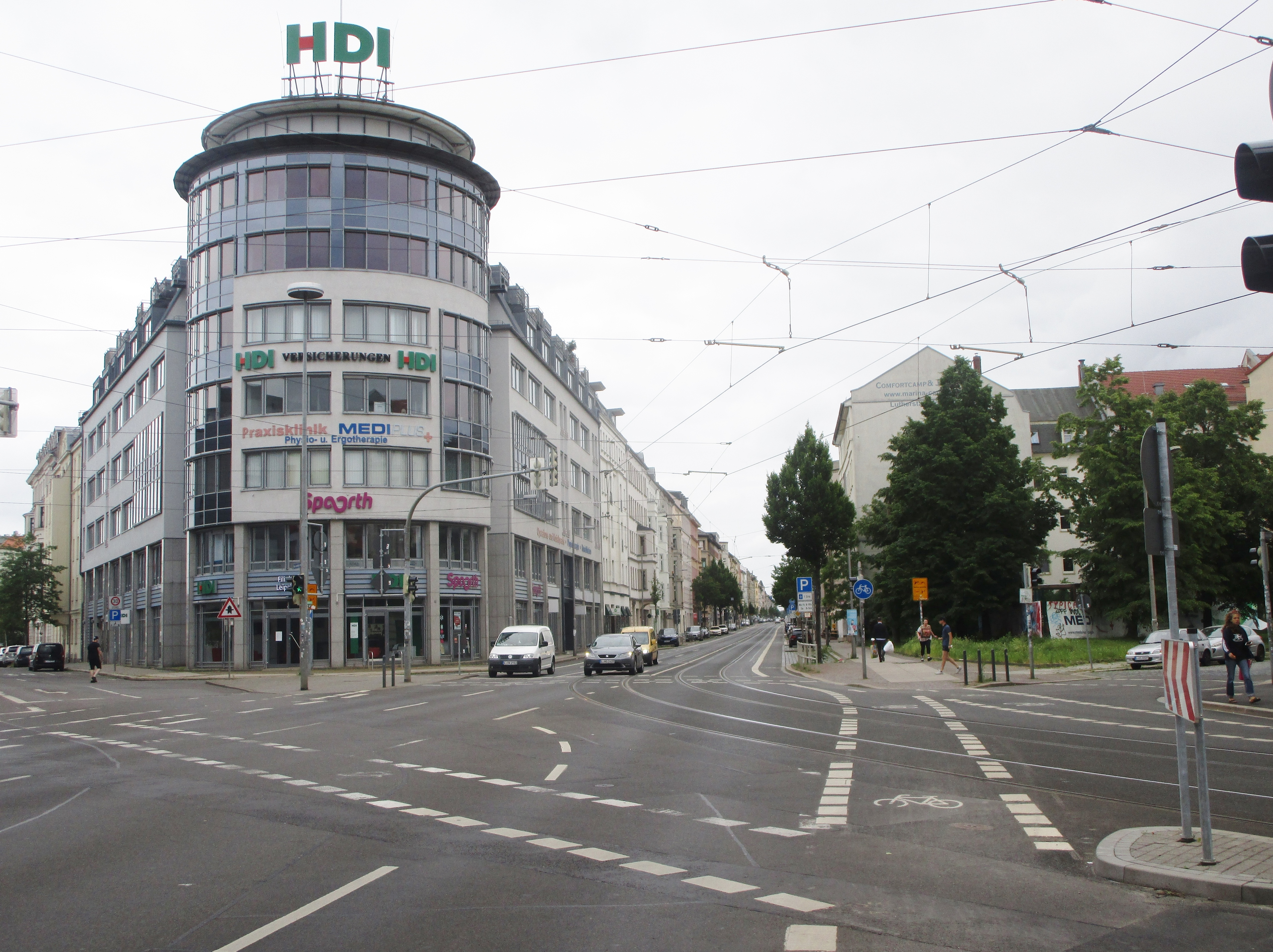
Beginn an der Rosa-Luxemburg-Straße (2021)
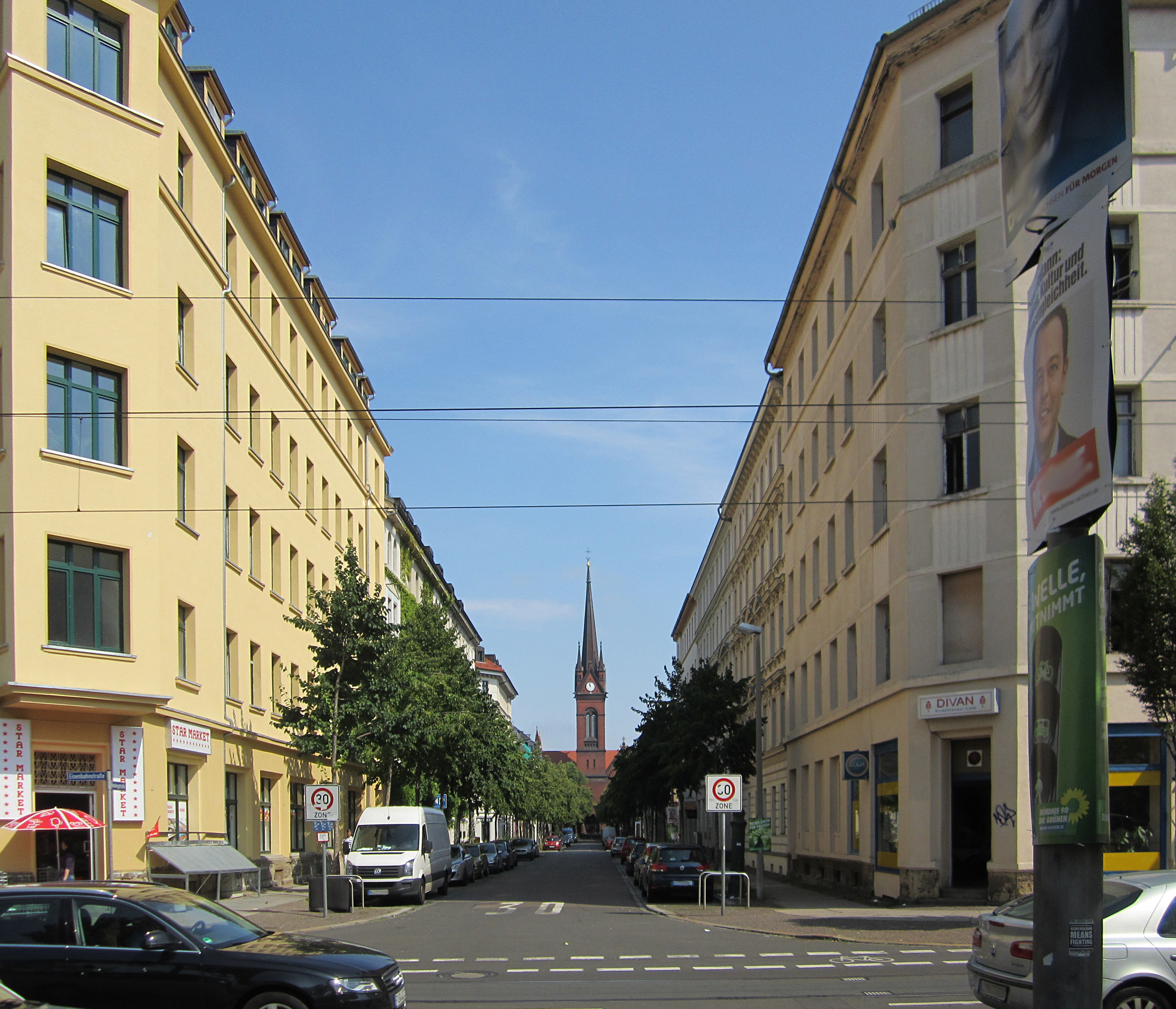
Blick von der Eisenbahnstraße auf die Heilig-Kreuz-Kirche (2014)
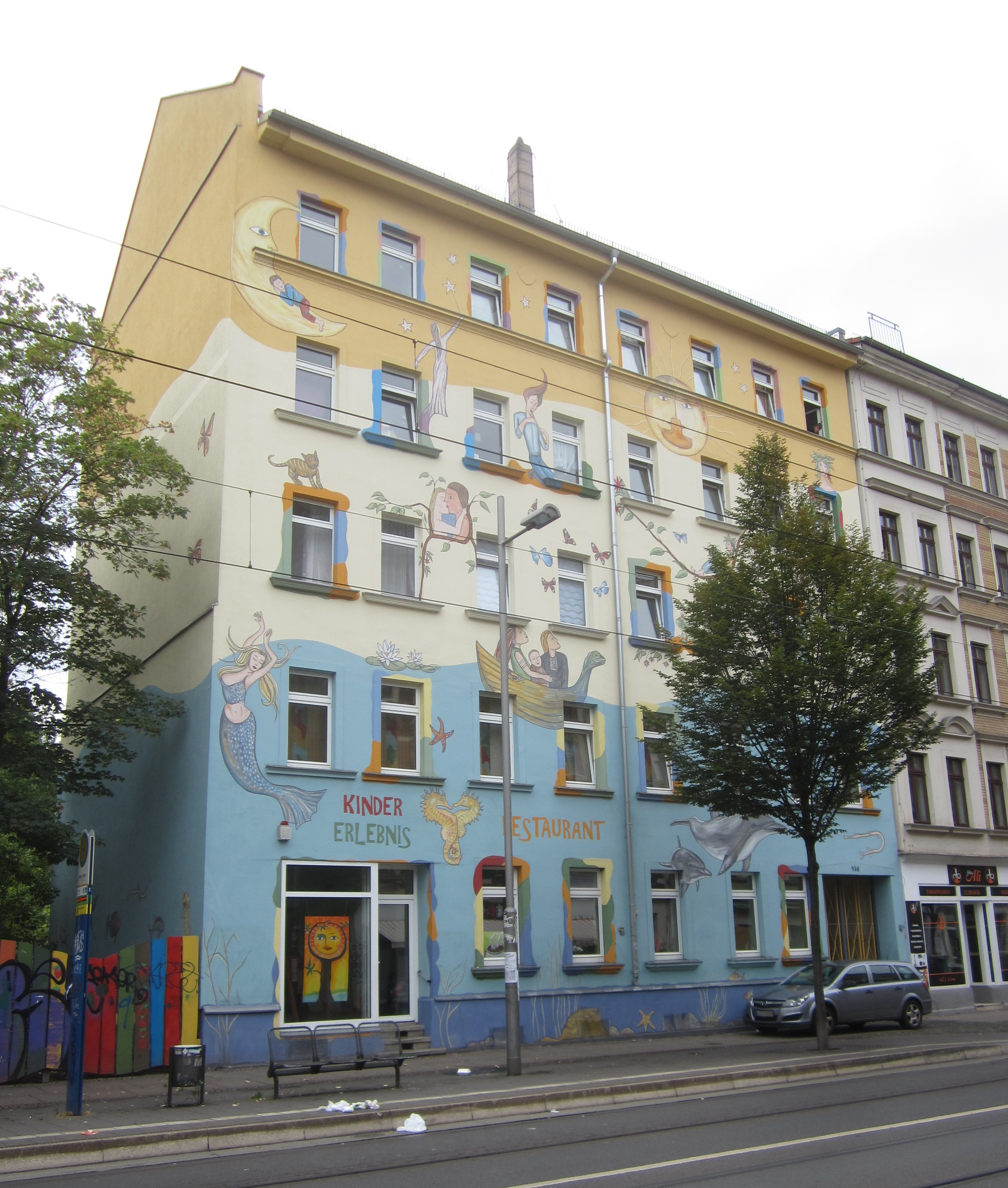
Wohnhaus an der Haltestelle Torgauer Straße (2020)
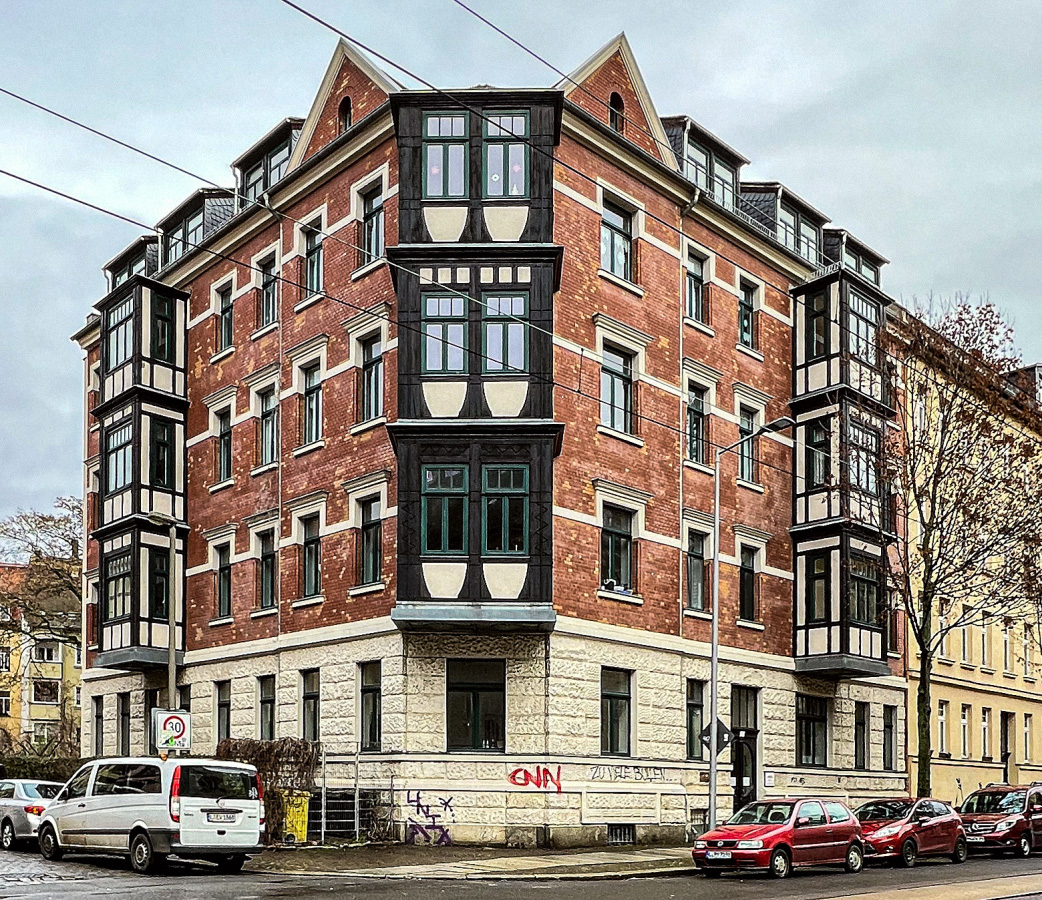
Wohnhaus im Bülowviertel (2022)
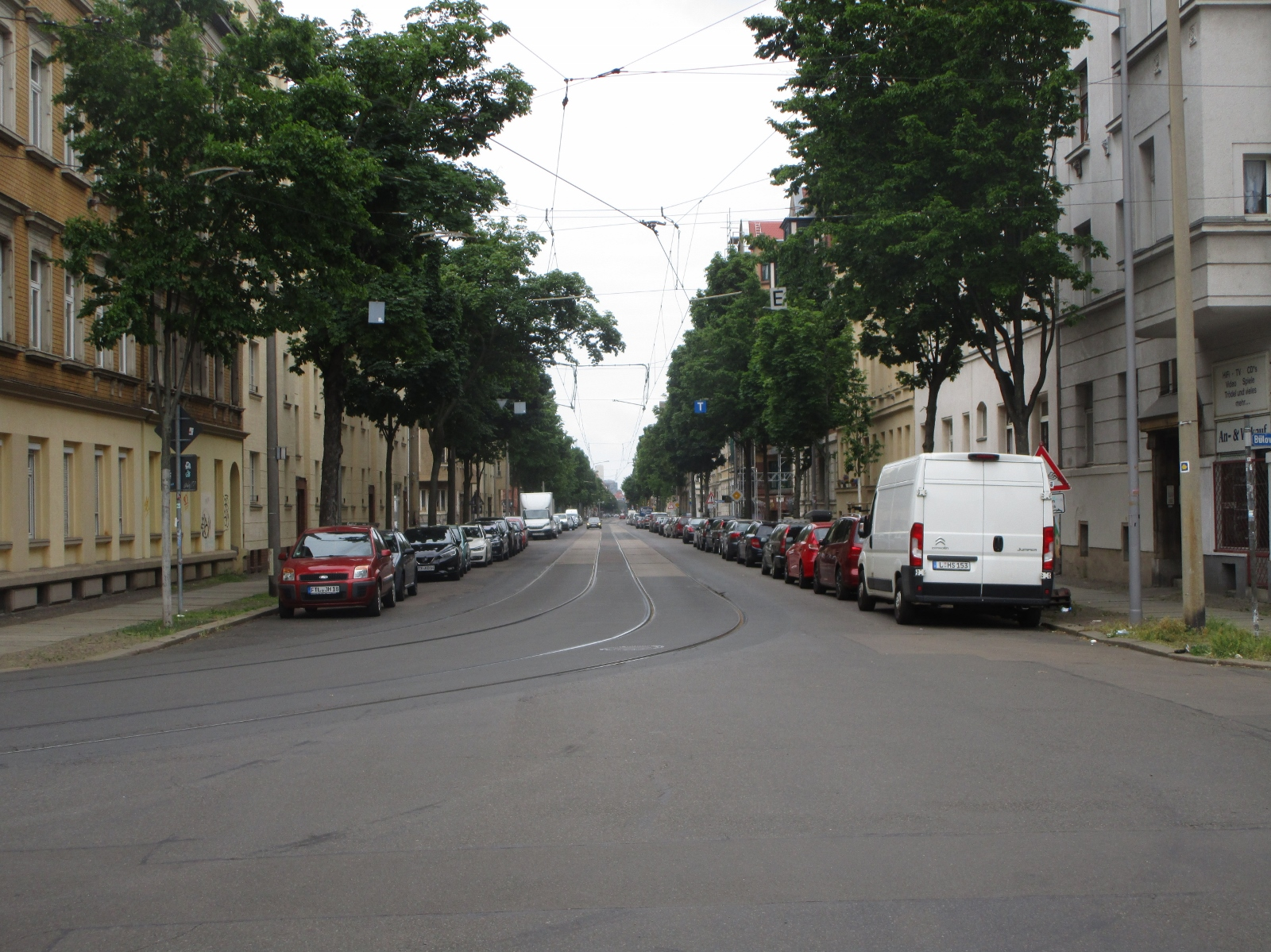
In die Annenstraße abknickende Gleise (2021)
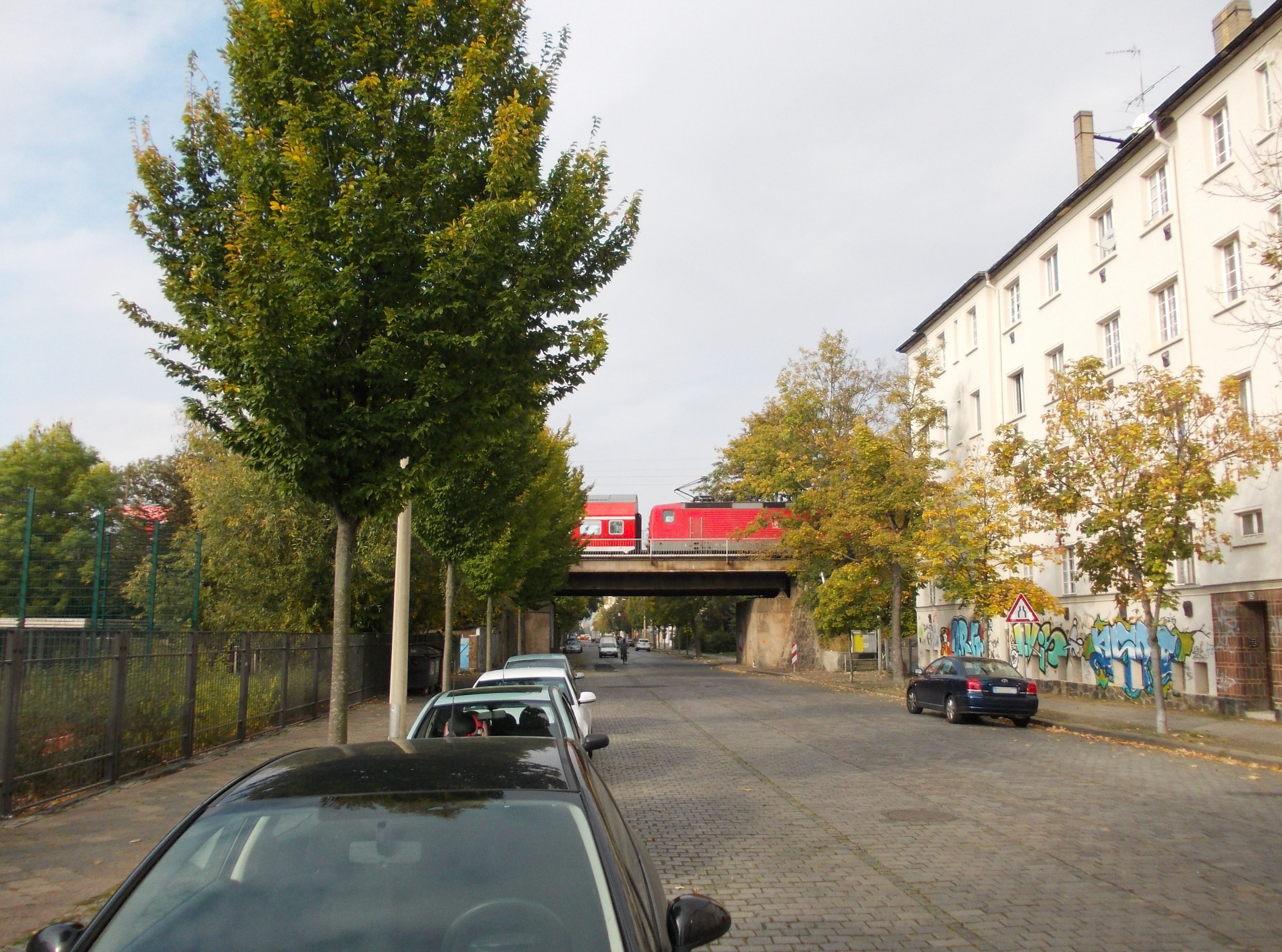
Eisenbahndamm (2012)

## Geschichte

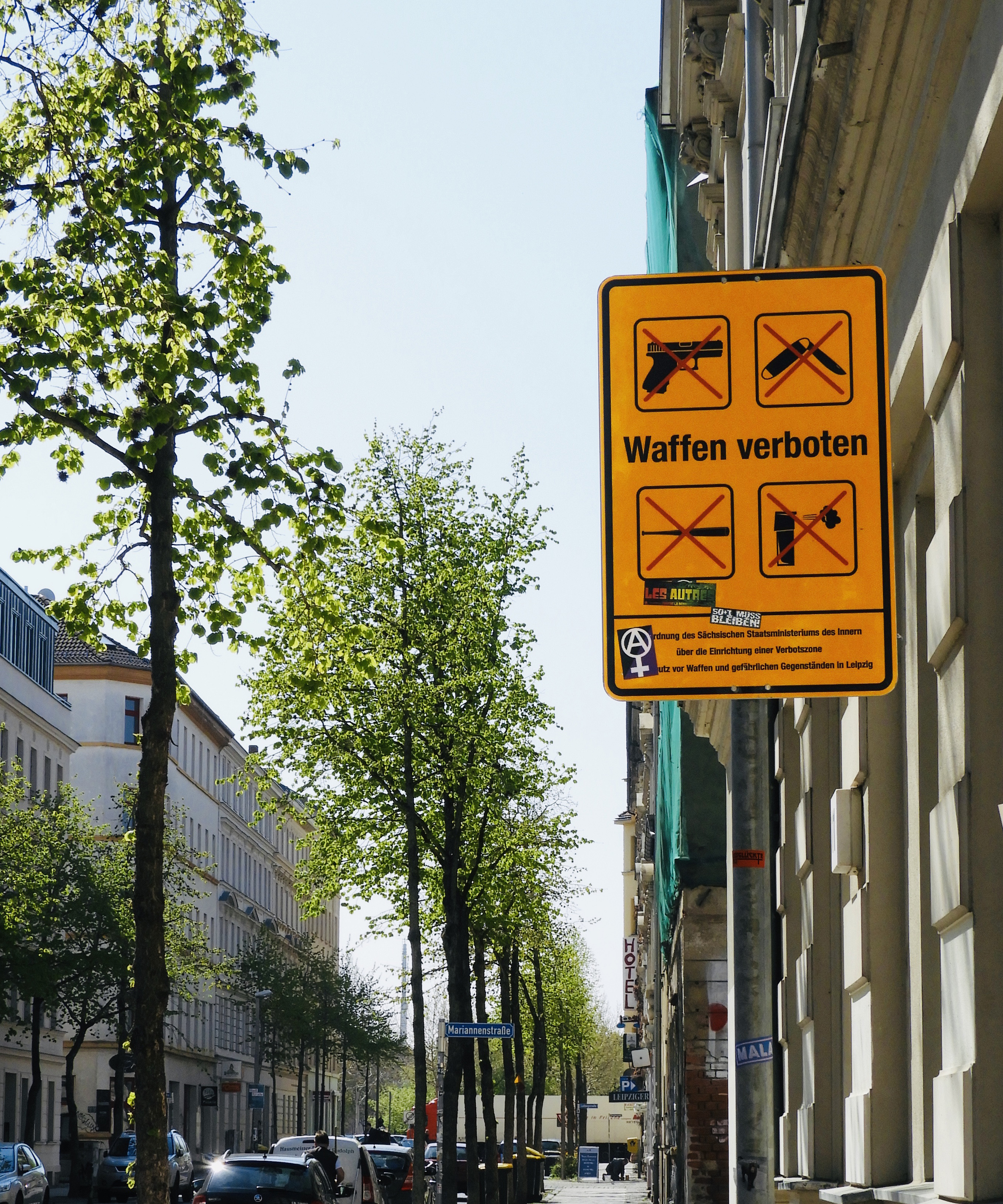
Schild „Waffen verboten“ (2019)

Ab 1835 wurde auf dem Verlauf der heutigen Straße die Eisenbahnstrecke nach Dresden erbaut. Am 24. April 1837 fuhr der erste Zug auf dieser Strecke bis Althen. Die wachsende Ostvorstadt war dadurch zunächst in zwei Stadtteile beiderseits des Bahndamms getrennt. Später wurde die Strecke etwas weiter nördlich in einem Bogen verlegt und es entstand die Eisenbahnstraße.
Von 1945 bis 1991 hieß die Eisenbahnstraße Ernst-Thälmann-Straße.
Seit 2018 ist die Eisenbahnstraße Teil einer Waffenverbotszone. Die Regelung wurde zwar 2021 vom Sächsischen Oberverwaltungsgericht für unwirksam erklärt, die Beschilderung wurde aber nicht entfernt und Kontrollen werden weiterhin durchgeführt. Das Sächsische Innenministerium erklärte, die Verbotszone abzuschaffen, sobald eine angedachte Polizeiwache auf der Eisenbahnstraße eingerichtet ist, für die bis April 2024 aber noch keine Immobilie gefunden war. Der Polizeiposten wurde im Juni 2025 eröffnet und die Waffenverbotszone mit Wirkung zum 21. August 2025 aufgehoben.

## Rezeption
Von Harald Kirschner als Fotograf und Hans Sonntag als Autor stammt ein Werk, welches die Zustände in der damaligen Ernst-Thälmann-Straße und Umgebung in der Endzeit der DDR realistisch abbildet. Der Schriftsteller Dmitrij Kapitelman berichtete von 2021 bis 2022 im Magazin Reportagen über die Eisenbahnstraße, in der er seit 2020 wohnt.

### Filme
- ZDF: Eisenbahnstraße Leipzig – Crimespot oder Multikulti-Wunderland (2016, 30 Minuten)
- MDR Fernsehen: Der Osten – entdecke wo du lebst. Die Leipziger Eisenbahnstraße – Brennpunkt und Szenemeile (2023, 45 Minuten)
- Schau in meine Welt!, KiKa: Yasmin und die Eisenbahnstraße (2024, 30 Minuten)